# Álvaro Miranda
Álvaro Miranda Hernández (Santa Marta, 6 de abril de 1945-Bogotá, 9 de octubre de 2020) fue un  poeta ,novelista ,ensayista,  y crítico colombiano.

## Biografía
Nació en Santa Marta. Estudió filosofía en la Universidad de la Salle. Fallece el 10 de octubre de 2020 Su primer libro de poemas Indiada aparece en 1971. En 1982, con ocasión de recibir el Premio Nacional de Poesía, la Universidad de Antioquia publica Los Escritos de don Sancho Jimeno. 1982. Su novela, La Risa del Cuervo, escrita en 1983, obtuvo el primer premio en Buenos Aires.Reescrita durante varios años y editada nuevamente en Bogotá por su editorial Thomas de Quincey, en 1992, es galardonada por Colcultura, con el premio “Pedro Gómez Valderrama”.
En 1996, Simulación de un reino recopila toda su obra poética (1966-1995). Su trabajo ha sido traducido al inglés, al ruso y al catalán. Buena parte de su trabajo literario está referido a un constante interés por la conquista española y el Caribe en sus sucesos y lenguaje. La Otra épica del Cid, como poemario, obtuvo la primera mención en el Premio Nacional de Poesía del Ministerio de Cultura de Colombia (2007). El Programa Leer el Caribe, auspiciado por Banco de la República y Observatorio del Caribe Colombiano, publicó del autor Obra escogida (2016).
La Universidad Externado de Colombia publicó El libro blanco de los muertos (2017). Entre sus libros publicados también se encuentran: Colombia la senda dorada del trigo (2000), León de Greiff en el país de Bolombolo (2004), Un cadáver para armar (2007), Jorge Eliécer Gaitán, el fuego de una vida (2008), Totó la momposina la memoria del tambor (2011) y Roberto Triana la memoria audiovisual (2015). Falleció en Bogotá el 9 de octubre de 2020.